# Yutu Hu
Yutu Hu (chinesisch 玉兔湖 ‚Jade-Kaninchen-See‘) ist ein kleiner See auf der Fildes-Halbinsel von King George Island im Archipel der Südlichen Shetlandinseln. Er liegt 500 m östlich des Changcheng Yan.
Chinesische Wissenschaftler benannten den See 1986 im Zuge der Erstellung von Luftaufnahmen und der Durchführung von Kartierungsarbeiten.